# Kim Chaek

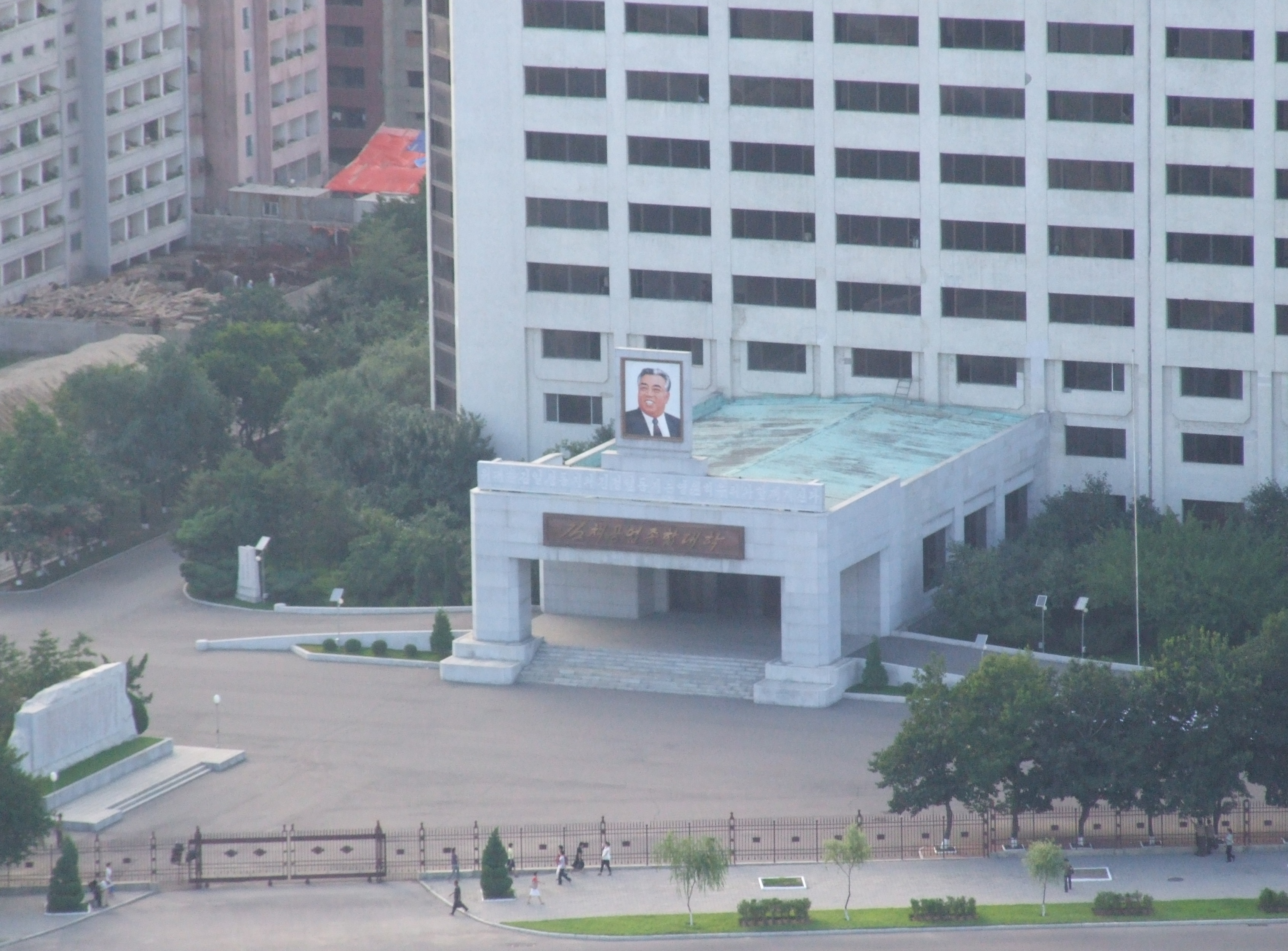
Université de technologie Kim Chaek à Pyongyang.

Kim Chaek en français Kim Tchaik (hangeul : 김책, hanja : 金策, né le 14 août 1903 à Sŏngjin et mort le 31 janvier 1951) est un général et homme politique nord-coréen.

## Biographie
Kim rejoint la guérilla contre l'occupation japonaise en 1927 et combat aux côtés de Kim Il-sung en Mandchourie. Il rejoint l'Armée révolutionnaire populaire coréenne en 1932. Il fait défection à l'Union soviétique pour échapper à la conquête japonaise des partisans en 1940. Il vit alors à Khabarovsk où il rencontre Kim Il-Sung et forme la 88e Brigade spéciale. Il retourne en Corée avec l'armée soviétique. Il est ensuite nommé numéro 2 (vice-président) du Comité du Parti des travailleurs de Corée. Kim Chaek devient ministre de l'Industrie et vice-Premier ministre sous Kim Il-Sung en 1948. Pendant la guerre de Corée, il commande les troupes nord-coréennes sur le front.
Kim est purgé du parti quand il a été jugé responsable de l'échec du débarquement d'Incheon. Il meurt en janvier 1951, soit par un assassinat à la suite d'une lutte de pouvoir, et causé par un empoisonnement au gaz ou soit par une attaque cardiaque (cause officielle).

## Honneurs posthumes
Après sa mort, la ville natale de Kim Chaek dans le comté de Haksong, Songjin, est rebaptisée Kimch'aek pour commémorer sa vie. L'université de technologie Kim Chaek, le complexe sidérurgique de Kim Chaek et le Stade populaire de Kim Chaek sont également nommés d'après lui. Le stade est situé aux coordonnées 40 ° 41'0 "N 129 ° 11'47" E.
Il se voit décerner à titre posthume le Prix National de la réunification en 1998.